# IC 2016
IC 2016 је лентикуларна галаксија у сазвјежђу Бик која се налази на листи објеката дубоког неба у Индекс каталогу.
Деклинација објекта је + 20° 14' 26" а ректасцензија 4h 1m 59,9s. Привидна величина (магнитуда) објекта IC 2016 износи 14,6 а фотографска магнитуда 15,6. IC 2016 је још познат и под ознакама CGCG 466-6, PGC 14322.